# Рахманський Великдень
Рахманський Великдень (Оддання Великодня, Права середа, Суха середа, Преполовення) — традиційне свято, яке відзначають в Україні. Має прадавні дохристиянські корені. Припадає на 25-й день після Великодня.

## Історія
На Рахманський Великдень шкаралупа від великодніх писанок пускалася на воду річок. Рахманський Великдень має в основі легенду про «переселення рахманів» (пращурів, кращих від людей) за Синє море, до яких шкаралупа з Великодніх крашанок має плисти за водою 25 діб. В багатьох областях України характерною ознакою Великоднів є таріль з імітацією могили-кургану, яку обкладали червоними крашанками за кількістю померлих у родині. Ті крашанки свідчать про індоєвропейську давнину Великодня, бо тільки тоді, за Ригведою, існував образ яйцеподібного червоного Мартандри, «Мертвого яйця» — небіжчика, який після свого воскресіння ставав «Прозвісником життя» — Вівасватом і втілювався у весняно-денне «Сонце» — Сур'ю, добре знаного й Велесовою Книгою.
Етнограф Олекса Воропай у книзі «Звичаї нашого народу» (Мюнхен, 1966) подає, що ще на початку XX ст. Рахманський великдень відзначали на Київщині, Полтавщині, Херсонщині, Поділлі. Про особливості обряду Рахманського великодня на Гуцульщині йдеться у працях етнографів Софрона Витвицького «Історичний нарис про гуцулів» (Львів, 1863) та Володимира Шухевича «Гуцульщина», IV том (Львів, 1904).
«Рахманський великдень гуцули відзначають з пошаною». «Четвертої середи по святах великодніх обходять гуцули Рахманський великдень. Того дня не йдуть вправді до церкви, але вдома на знак свята здержуються від усякої роботи». «Той цілий день гуцули постять. Після заходу сонця, коли на небосхилі з'явилася вечірня зоря, сходит ся до хати уся гуцулова родина. Господиня дає батькові одне варене яйце і кладе на столі лише одну паску, збережену спеціально до цього дня від Великодня. (Власне святили три паски: одну споживали на Великдень, другу на Провідну неділю, а третю на Рахманський великдень). Тримаючи подане яйце в руці, господар дому стає посеред хати і мовить: „Ходіть, діти, будем ся всі сим яйцем ділити нині“. На ці слова хтось із домашніх відказує: „Та як же ми всі одним яйцем зможем ся ділити?“. Тоді отець урочисто рече: „Ой коли могли ся в сей Великдень дванайцять Рахманів одним яйцем поділити, то бізівно (певно) і для нас одного стане“. Те повідавши, поважно оббиває з яйця шкаралупу і складає її на столі, а саме яйце ділить на стільки частин, скільки є у хаті душ та ще на одну більше. Наділивши всіх, дає найменшій дитині і той шматочок, що залишився.
Після розподілу яйця господар збирає шкаралупу і разом з дітьми йде на берег річки, де кидає її на воду при цьому промовляючи: „Яйце не зайде до рахманина, але шкаралупа зайде, тай зайде бізівно“. Потім усі повертаються до хати і споживають паску та пісну вечерю» (С. Витвицький).
За словником Бориса Грінченка «рахман» означає «житель міфічної місцевості, праведний християнин». Таке саме трактування цього слова знаходимо у праці Володимира Шухевича: «Гуцули повістують, що рахмани це черці (монахи), справедливі руснаки (справжні русини-українці), вони такої віри як ми. Вони жиють далеко на сході в монастири (деякі гуцули додають до того „в Сочеві“), де ведуть богомільне житє; ми за них жиємо (ми завдячуємо їм наше життя), бо они відкуповуют наші гріхи, говіючи через цілий рік, скором'ят ся тілько тим, що у Великдень діляться їх 12 одним яйцем… рахмани се наші кревні (кровні); тому старші люде заховуют до Рахманського великодня піст у понедівник, середу і п'ятницю, ніхто з них і молоком не скоромив би си».
Наприкінці теми С. Витвицький зазначає: «Ким був той Рахманин, сказати важко, але це слово у гуцулів означає ідеал пишності і злагідного життя».